# Chipiu à croupion roux
Microspingus lateralis
Espèce
Statut de conservation UICN

 LC  : Préoccupation mineure
Répartition géographique
Le Chipiu à croupion roux (Microspingus lateralis) est une espèce de passereau appartenant à la famille des Thraupidae.
Cet oiseau est endémique de la forêt atlantique.